# Hemioplisis olivaria
Hemioplisis olivaria là một loài bướm đêm trong họ Geometridae.